# Źródło z Łykawca

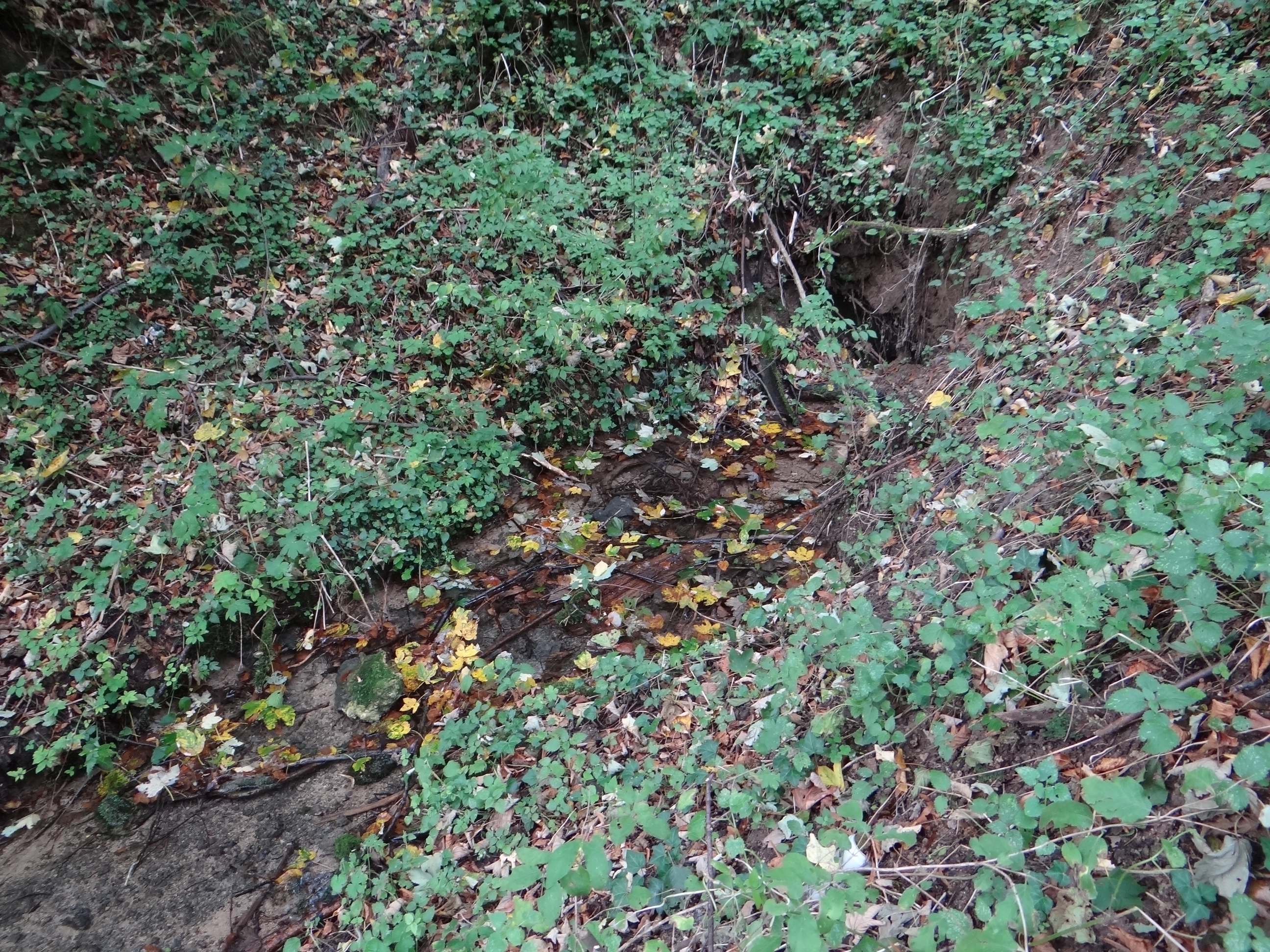

Źródło z Łykawca – jedno ze źródeł potoku Będkówka w Dolinie Będkowskiej na Wyżynie Olkuskiej. Znajduje się na wysokości około 340 m n.p.m. u podnóży prawych zboczy Doliny Będkowskiej, w odległości około 100 m na południowy zachód od skały Babka. Jest to jedno z mniejszych źródeł Będkówki. Wypływająca w nim woda spływa potokiem o długości około 30 m. Brzegi potoku porasta roślinność.